# 文戈熱沃縣

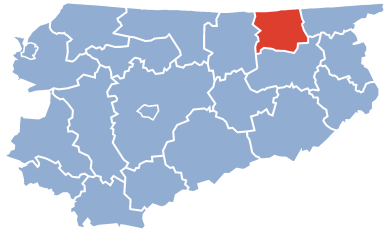

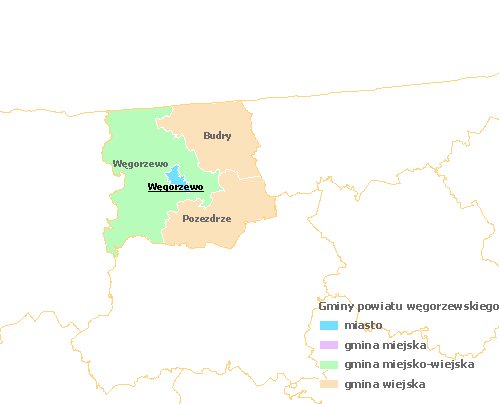

54°13′N 21°45′E / 54.217°N 21.750°E
文戈熱沃縣（波蘭語：Powiat węgorzewski），是波蘭的縣份，位於該國東北部，由瓦爾米亞-馬祖里省負責管轄，首府設於文戈熱沃，面積693平方公里，2006年人口23,641，人口密度每平方公里34人。